# 長谷川達栄
長谷川 達栄（はせがわ たつえい、1964年11月15日 - ）は、福島県南会津郡只見町出身の元プロ野球選手（投手）。右投右打。

## 来歴・人物
学法石川高時代は、2本柱の投手陣で臨むが3年夏は準優勝で甲子園出場はなし。
1982年のプロ野球ドラフト会議で日本ハムファイターズより6位指名され入団した（契約金1,500万円）。アンダースローからの速球で押してくるタイプの投手であり、変化球はカーブ・シュート・シンカーを持っていた。
一軍登板を果たすことなく、打者転向の話もあったというが1985年限りで現役を引退した。引退後は家業の農場を継いだ。
2016年の学生野球資格回復研修を受講した上で、翌2017年2月7日に日本学生野球協会より学生野球資格回復の適性認定を受けたことにより、学生野球選手への指導が可能となった。
只見高校野球部監督の長谷川清之は2歳年下の弟。七十七銀行硬式野球部の長谷川将樹は甥。

## 詳細情報

### 年度別投手成績
- 一軍戦登板無し

### 背番号
- 53 （1983年 - 1985年）